# کبوتر شاهی سیاه
کبوتر شاهی سیاه (نام علمی: Ducula melanochroa) که به نام کبوتر شاهی بیسمارک نیز شناخته می‌شود، گونه‌ای از پرندگان خانواده کبوتران است. نخستین بار توسط جانورشناس انگلیسی فیلیپ اسکلتر در سال ۱۸۷۸ توصیف شد، این گیاه بومی مجمع‌الجزایر بیسمارک است، جایی که عمدتاً در جنگل‌های بارانی و ابری در مناطق کوهستانی بالای ۵۰۰ متر (۱٬۶۰۰ فوت) زندگی می‌کند. این یک کبوتر شاهی بزرگ و سنگین با طول ۳۸–۴۳ سانتیمتر (۱۵–۱۷ اینچ) و وزن ۶۶۱–۶۶۵ گرم (۲۳٫۳–۲۳٫۵ اونس) است. بزرگسالان تقریباً به‌طور کامل سیاه هستند، به جز پوشش‌های دم بلوطی تیره، زیر دم خاکستری نقره‌ای، و یک الگوی پوسته‌پوسته خاکستری کم‌رنگ روی بال‌ها و پشت دارند. هر دو جنس شبیه هم هستند. نوجوانان با بزرگسالان در داشتن پوشپرهای زیر دم کم‌رنگ‌تر تفاوت دارند.
این گونه معمولاً به تنهایی یا در گله‌های کوچک تا ۲۰ پرنده، اما در گله‌های تا ۴۰ پرنده روی درختان انجیر از میوه‌های تاج‌پوش تغذیه می‌کند. تنها لانه شناخته‌شده در ماه ژانویه روی یک درخت خزه‌ای پیدا شد و یک تخم سفید داشت. کبوتر به‌طور کلی در مناطق کوهستانی رایج است و به دلیل گستره وسیع و عدم کاهش کافی در جمعیت آن در فهرست سرخ IUCN به عنوان کمترین نگرانی در فهرست قرار گرفته‌است.